# Чепкунова, Ирина Владимировна
Ири́на Влади́мировна Чепкуно́ва (р. 1958) — советский и российский искусствовед, историк искусства.

## Биография
Ирина Чепкунова родилась в 1958 году.
В 1980 году окончила Московский архитектурный институт (МАрхИ). Кандидат искусствоведения. С 1981 года работает в Музее архитектуры имени А. В. Щусева, в настоящее время — руководитель отдела современной архитектуры.
В декабре 2016 года, будучи заместителем директора Музея архитектуры имени А. В. Щусева по научной работе, после добровольной отставки Ирини Коробьиной «по собственному желанию» была на несколько месяцев назначена исполняющей обязанности директора музея. В числе семи претендентов участвовала в конкурсе на эту должность, но не была утверждена Министерством культуры России.
Область научных интересов — история архитектуры 1920—1930-х годов. Автор публикаций по архитектуре русского авангарда 1920-х годов, истории клубного строительства этого времени, сохранению наследия конструктивизма.
Участвовала в подготовке и проведении выставок в России и за рубежом, в том числе «Советская архитектура 1917—1978» (Хельсинки, Стокгольм, Амстердам, 1988—1989), «М. Гинзбург: поиски стиля» (Москва, 1993), «Пять башен Москвы» (Брюссель, Москва, 2005), «Архитектор М. П. Коржев. Авангард и ландшафт» (Москва, 2007).